# Cavallo in bronzo dal vicolo delle Palme

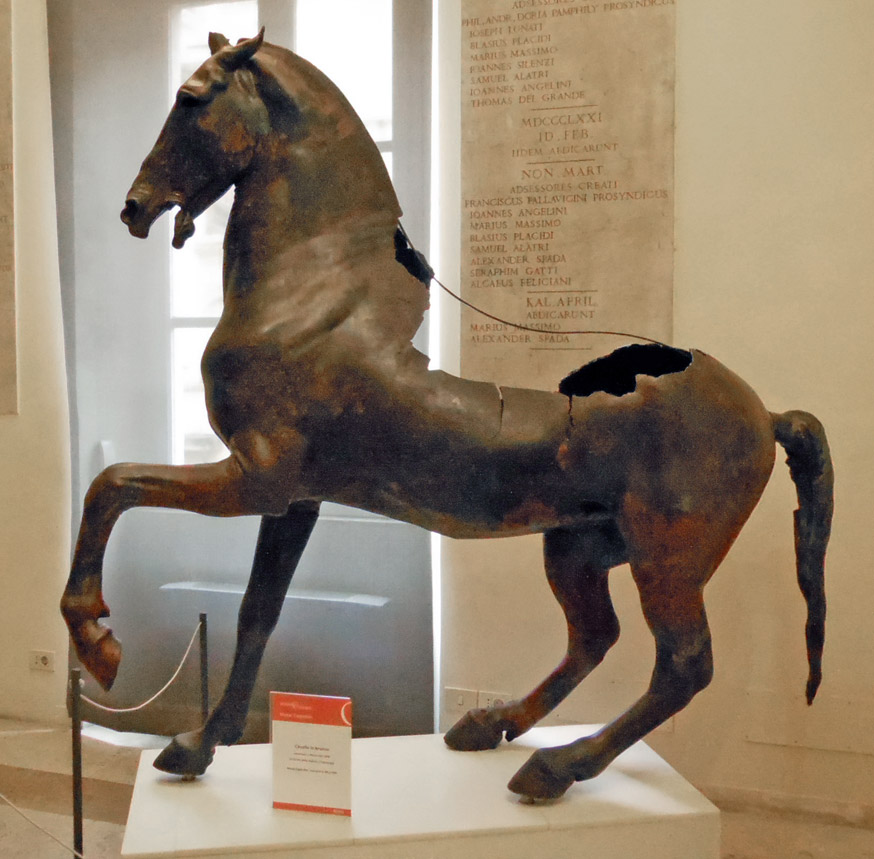
Il Cavallo in bronzo dal vicolo delle Palme, nei Musei Capitolini (palazzo dei Conservatori), nel 2012.

Il Cavallo in bronzo dal vicolo delle Palme è una statua in bronzo della scultura greca classica, rinvenuta a Roma nell'Ottocento ed esposta nei Musei capitolini.
La scultura venne rinvenuta a Roma nel 1849, in uno scavo nel vicolo delle Palme (oggi vicolo dell'Atleta), a Trastevere.
Venne considerata sin dalla scoperta un originale greco ed è stata datata generalmente al V o IV secolo a.C.. Luigi Canina aveva ipotizzato che il cavallo appartenesse al gruppo della Torma di Alessandro, di Lisippo, che Plinio informa fosse collocato nel portico di Metello (poi divenuto portico di Ottavia). Più recentemente è stato attribuito allo scultore ateniese Egia, maestro di Fidia, di cui si conosce la presenza a Roma di un gruppo con i Dioscuri, collocato presso il tempio di Giove Tonante
Sul dorso del cavallo è presente un'apertura che era destinata ad ospitare la figura del cavaliere; la figura originaria venne probabilmente sostituita da un'altra alla metà del I secolo a.C. e a questa seconda figura potrebbe appartenere un piede in bronzo rinvenuto insieme al cavallo.
Gli occhi erano costituiti da elementi, probabilmente in pasta vitrea, inseriti nella cavità delle orbite.
Il cavallo è rappresentato nel momento precedente alla partenza al galoppo, trattenuto dalle redini che erano tirate dal cavaliere. La zampa anteriore sinistra è allungata in avanti e quella anteriore destra è sollevata; le froge sono dilatate e le orecchie in posizione asimmetrica. 
Il cavallo è stato restaurato e nuovamente esposto nei Musei capitolini nel 2007.